# قاي كولومب
قاي كولومب هو عالم اجتماع كندي، ولد في 15 يونيو 1936 في مدينة كيبك في كندا، وتوفي في 22 يونيو 2011 في مونتريال في كندا بسبب سرطان.